# Intility Arena
Die Intility Arena, auch Vålerenga kultur- og idrettspark (deutsch Vålerenga Kultur- und Sportpark), ist ein Fußballstadion im Stadtviertel Valle-Hovin der norwegischen Hauptstadt Oslo. Die Spielstätte ist die Heimat und Eigentum des Fußballvereins Vålerenga Oslo (kurz: VIF). Sie bietet auf ihren vier einzelnen Rängen 17.333 Plätze, inklusive 1.347 Plätze für Gästefans und 48 rollstuhlgerechte Plätze. Zu internationalen Spielen stehen 15.389 Plätze bereit. Es ist nach dem Ullevaal-Stadion und dem Lerkendal-Stadion das drittgrößte Fußballstadion des Landes.

## Geschichte
Der 1913 gegründete Verein Vålerenga Oslo hat in seiner langen Geschichte im Bislett-Stadion (1948–1969, 1972–1993, 1997–1999), im Voldsløkka-Stadion (1971) und im Ullevaal-Stadion (1953–1954, 1970, 1994–1996, 2000–2017) gespielt, aber nie eine eigene Heimspielstätte besessen.
Anfang September 2014 genehmigte der Stadtrat von Oslo die Errichtung des Stadions in Valle-Hovin. Zuvor verkaufte die Stadt 2008 das Grundstück an Vålerenga für den symbolischen Preis von einer norwegischen Krone. Der Verein wiederum verkaufte das Land 2015 für 235 Mio. NOK (rund 24,3 Mio. Euro) an den schwedischen Bau- und Immobilienkonzern NCC. Um das Stadion soll eine neue Kleinstadt entstehen. Am 10. Juni 2015 gab die EFTA-Überwachungsbehörde ihre Zustimmung zur neuen Fußballarena. Wenig später begannen am 29. Juli, zum 102. Jahrestag der Vereinsgründung, die Arbeiten zur Vorbereitung des zukünftigen Stadiongeländes.
Zum Stadionbau gehört auch die Valle Hovin videregående skole (deutsch Valle-Hovin Weiterführende Schule) und ein Kindergarten. Der Verein ist der Eigentümer der Einrichtungen. Die Gemeinde schloss mit Vålerenga Oslo einen Pachtvertrag über 25 Jahre. Die Einnahmen aus dem Vertrag sind ein wichtiger Baustein zur Finanzierung des neuen Stadions.
Im Umfeld des Stadions befindet sich östlich das verglaste Hochhausgebäude Helsfyr Atrium mit Büro- und Gewerbeflächen. Hinter der Nordtribüne liegt die Mehrzweckhalle Vallhall Arena mit 5.500 Plätzen. Die Halle mit Kunstrasenspielfeld nutzt Vålerenga in der Winterzeit als Trainingsplatz und für Freundschaftsspiele. Des Weiteren wird sie als Konzerthalle mit einer Kapazität von bis zu 12.500 Besuchern genutzt. Hinter der Westtribüne befindet sich die Freiluft-Eisbahn von Valle-Hovin für Eisschnelllauf, Eishockey oder Schlittschuhlaufen.
Die neue Heimat von Vålerenga wurde am 9. September 2017 eröffnet. Die Frauenmannschaft des Vereins traf in einer Partie der Toppserien auf Kolbotn IL und gewann mit 2:0. Das erste Tor erzielte die US-Amerikanerin Stephanie Verdoia. Am Tag darauf spielte die Männermannschaft vor 17.011 Zuschauern gegen Sarpsborg 08 FF und verlor das Spiel der Eliteserie mit 1:2.
Durch einen im Oktober 2017 geschlossenem Sponsoringvertrag über die Namensrechte mit dem Technologieunternehmen Intility erhielt das Stadion für zehn Jahre den Namen Intility Arena.

## Galerie

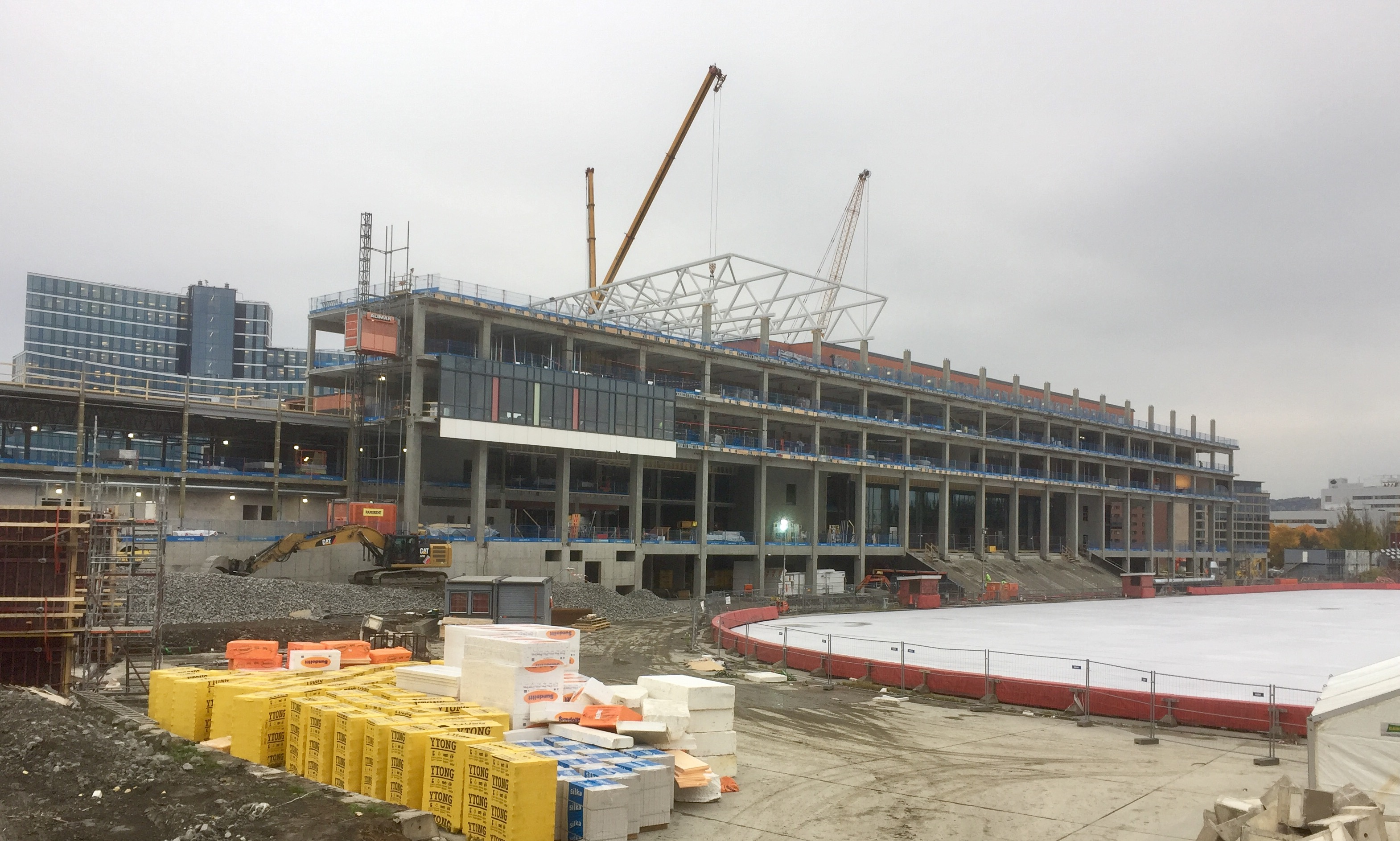
Die Stadionbaustelle im Oktober 2016
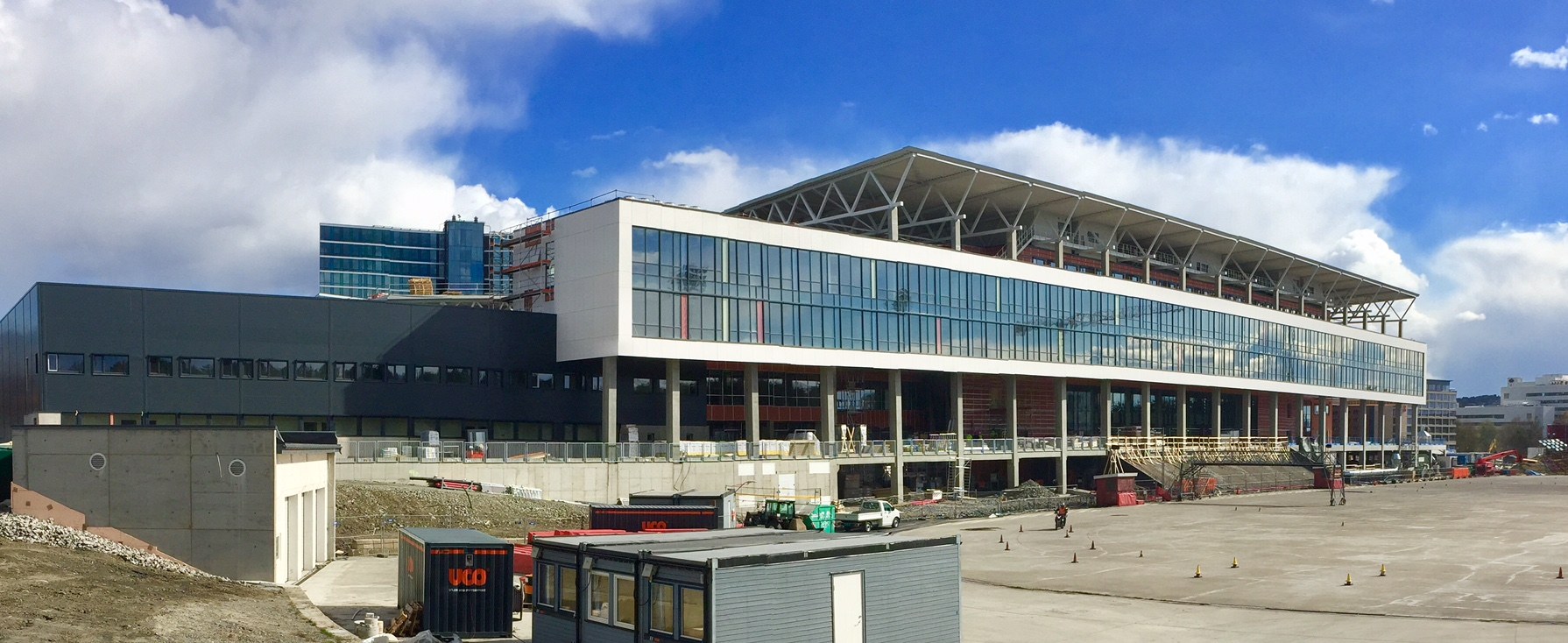
An der Längsseite der Intility Arena liegen die Räumlichkeiten der Valle Hovin videregående skole (April 2017)
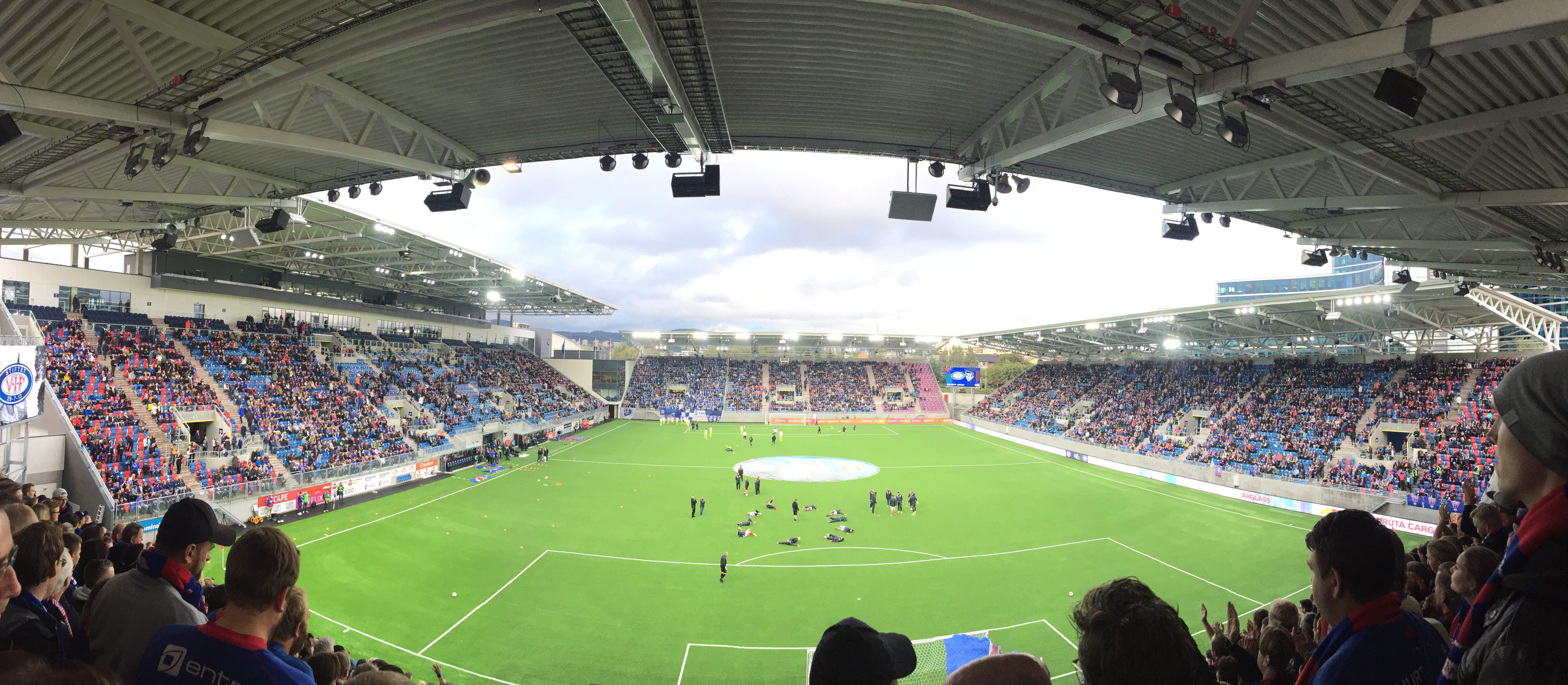
Die Intility Arena am 10. September 2017 beim Spiel Vålerenga Oslo gegen Sarpsborg 08 FF
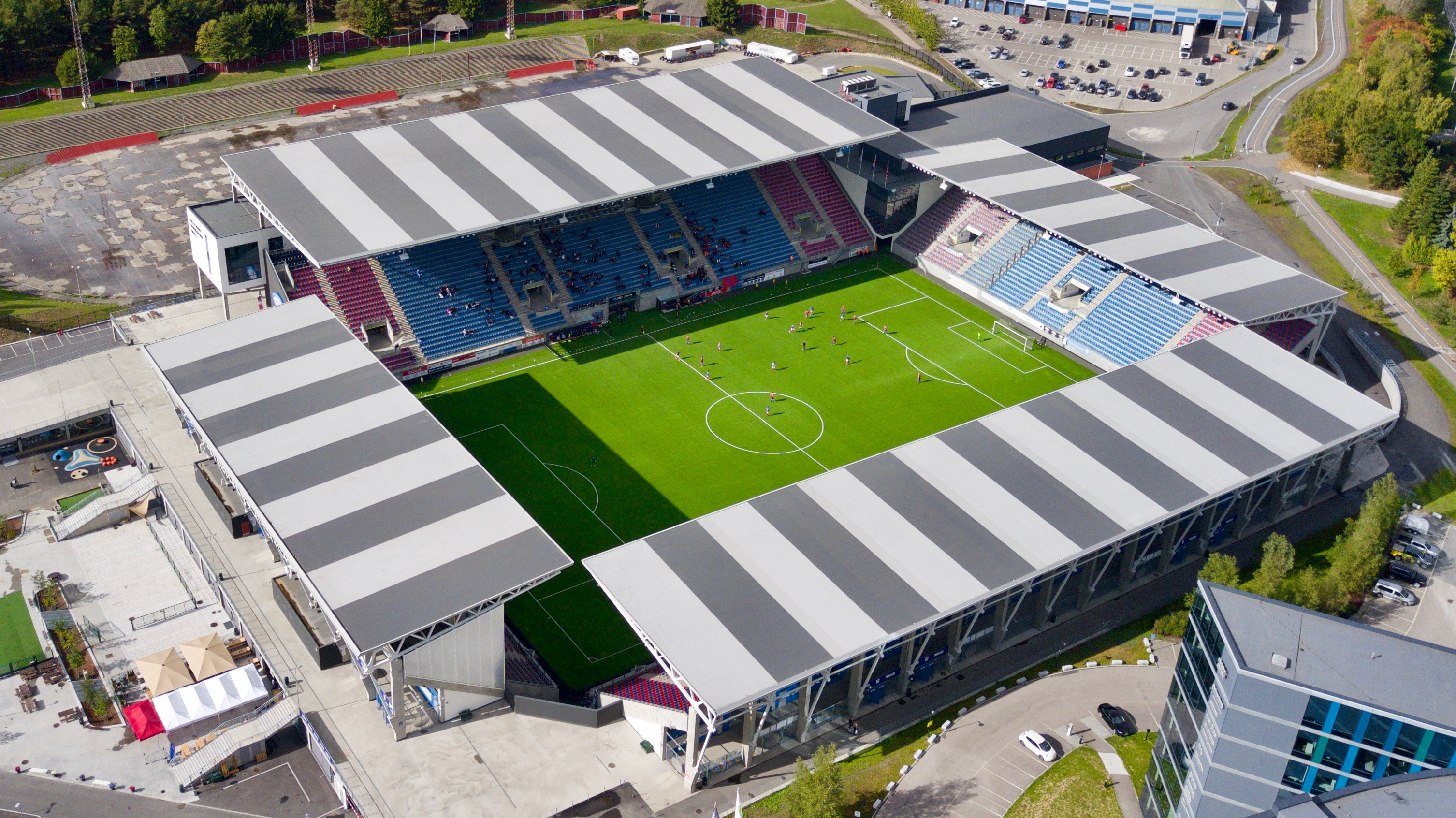
Die Intility Arena im September 2018